# Cantone di Soultz-sous-Forêts
Il Cantone di Soultz-sous-Forêts era una divisione amministrativa dell'arrondissement di Wissembourg.
A seguito della riforma approvata con decreto del 18 febbraio 2014, che ha avuto attuazione dopo le elezioni dipartimentali del 2015, è stato soppresso.

## Composizione
Comprendeva i comuni di
- Aschbach
- Betschdorf
- Drachenbronn-Birlenbach
- Hatten
- Hoffen
- Hunspach
- Ingolsheim
- Keffenach
- Kutzenhausen
- Lobsann
- Memmelshoffen
- Merkwiller-Pechelbronn
- Oberrœdern
- Retschwiller
- Rittershoffen
- Schœnenbourg
- Soultz-sous-Forêts
- Stundwiller
- Surbourg